# قرار مجلس الأمن التابع للأمم المتحدة رقم 1766
قرار مجلس الأمن التابع للأمم المتحدة رقم 1766، المتخذ بالإجماع في 23 يوليو 2007.

## القرار
وإدانةً لتدفق الأسلحة الذي لا يزال يهدد السلام والأمن في الصومال، مدد مجلس الأمن ولاية الفريق الذي أنشأه عام 2004 لمراقبة حظر الأسلحة المفروض على البلد لمدة ستة أشهر إضافية.
، طلب المجلس من فريق الخبراء أن يواصل التحقيق، بالتنسيق مع الوكالات الدولية ذات الصلة، في انتهاكات حظر الأسلحة ووسائل نقل الأسلحة غير المشروعة والأنشطة التي تدر إيرادات لتمويل مشتريات الأسلحة.
وطلب أيضا من الفريق العمل بشكل وثيق مع لجنة المجلس المعنية بالحظر لوضع توصيات بشأن تدابير إضافية لتحسين الامتثال وتحديد السبل التي يمكن بها مساعدة دول المنطقة لتيسير تنفيذ نظام الجزاءات.
فُرض حظر الأسلحة على الصومال عام 1992، بعد عام من الإطاحة بنظام الرئيس محمد سياد بري. لم يكن للبلد حكومة وطنية عاملة منذ ذلك الحين، وقد مزقها الاقتتال بين الفصائل.

## روابط خارجية
- نص القرار في undocs.org